# Smidowitsch
Smidowitsch (russisch Смидо́вич) ist eine Siedlung städtischen Typs in der Jüdischen Autonomen Oblast (Russland) mit 5120 Einwohnern (Stand 14. Oktober 2010).

## Geographie
Der Ort liegt in der Amurniederung etwa 70 Kilometer Luftlinie ostsüdöstlich des Oblastverwaltungszentrums Birobidschan und knapp 100 Kilometer westlich der Großstadt Chabarowsk. Wenige Kilometer nördlich fließt der Große In (Bolschoi In), ein rechter Zufluss des Tunguska-Quellflusses Urmi.
Die Siedlung ist Verwaltungszentrum des gleichnamigen Rajons Smidowitsch.

## Geschichte
Der Ort entstand 1913 im Zusammenhang mit der Errichtung der Amureisenbahn von Kuenga nach Chabarowsk, des letzten Abschnittes der Transsibirischen Eisenbahn auf dem Territorium des Russischen Reiches, als dort mit dem Bau einer nach dem nahen Fluss In benannten Station begonnen wurde. Der Streckenabschnitt ging 1916 in regulären Betrieb.
Mit der Einrichtung der Jüdischen Autonomen Oblast 1928 wurde die Stationssiedlung In einer der ersten Punkte jüdischer Ansiedlung in dem Gebiet. 1934 erhielt der Ort den Status einer Siedlung städtischen Typs und wurde nach dem sowjetischen Staats- und Parteifunktionär Pjotr Smidowitsch (1874–1935) benannt, unter anderem Mitglied des Allrussischen Zentralen Exekutivkomitees und der Zentralen Kontrollkommission der KPdSU und einer der Urheber der Idee einer jüdischen Autonomie im Fernen Osten Russlands.

### Bevölkerungsentwicklung
| Jahr | Einwohner |
| ---- | --------- |
| 1939 | 8074      |
| 1959 | 9008      |
| 1970 | 7357      |
| 1979 | 6947      |
| 1989 | 6646      |
| 2002 | 5905      |
| 2010 | 5120      |

Anmerkung: Volkszählungsdaten

## Wirtschaft und Infrastruktur
Die Siedlung ist Zentrum eines Landwirtschaftsgebietes mit Anbau von Getreide, Kartoffeln und Gemüse sowie Rinder- und Schweinehaltung. Ein bis in die 1990er-Jahre in Smidowitsch ansässiges Werk für Fahrzeugausrüstungen ist außer Betrieb.
In Smidowitsch befindet sich die bedeutende Station In der Transsibirischen Eisenbahn (Streckenkilometer 8422 ab Moskau). Nördlich wird die Siedlung von der Fernstraße M 58 Amur von Tschita nach Chabarowsk umgangen, Teil der transkontinentalen Straßenverbindung.